# Université du Malawi
L'université du Malawi (UNIMA) est un établissement public d'enseignement supérieur situé à 
Zomba, Blantyre et Lilongwe au Malawi.

## Historique
L'UNIMA a été fondée en octobre 1964, quelques mois seulement après l'indépendance du Malawi.

## Composantes
L'UNIMA est composée de cinq collèges universitaires répartis sur plusieurs campus :
- Bunda College of agriculture (Lilongwe)[3]
- Chancellor College (Zomba)[4]
- College Of Medicine (Blantyre)[5]
- Kamuzu College Of Nursing (Lilongwe)[6]
- The Polytechnic (Blantyre)[7]